# Aéroport régional d'Abilene
Pour les articles homonymes, voir ABI.
L'aéroport régional d'Abilene (code IATA : ABI • code OACI : KABI • code FAA : ABI) est un aéroport domestique qui dessert Abilene, ville du Texas, aux États-Unis, située dans le comté de Taylor.
C'est le 175e aéroport nord-américain, avec plus de 172 000 passagers qui y ont transité en 2009

## Situation
| Abilene Austin Beaumont Corpus Christi Dallas Love Dallas-Fort Worth East Texas Easterwood El Paso Houston · George-Bush Houston-Hobby Killeen · Fort Hood Laredo Lubbock Preston Smith McAllen Miller Midland Rick Husband Amarillo San Angelo San Antonio Tyler Pounds Valley Victoria Waco Wichita Falls |

## Compagnies et destinations
| Compagnies     | Destinations      |
| -------------- | ----------------- |
| American Eagle | Dallas-Fort Worth |

Édité le 30/12/2017